# إنغريد (ملكة الدنمارك)

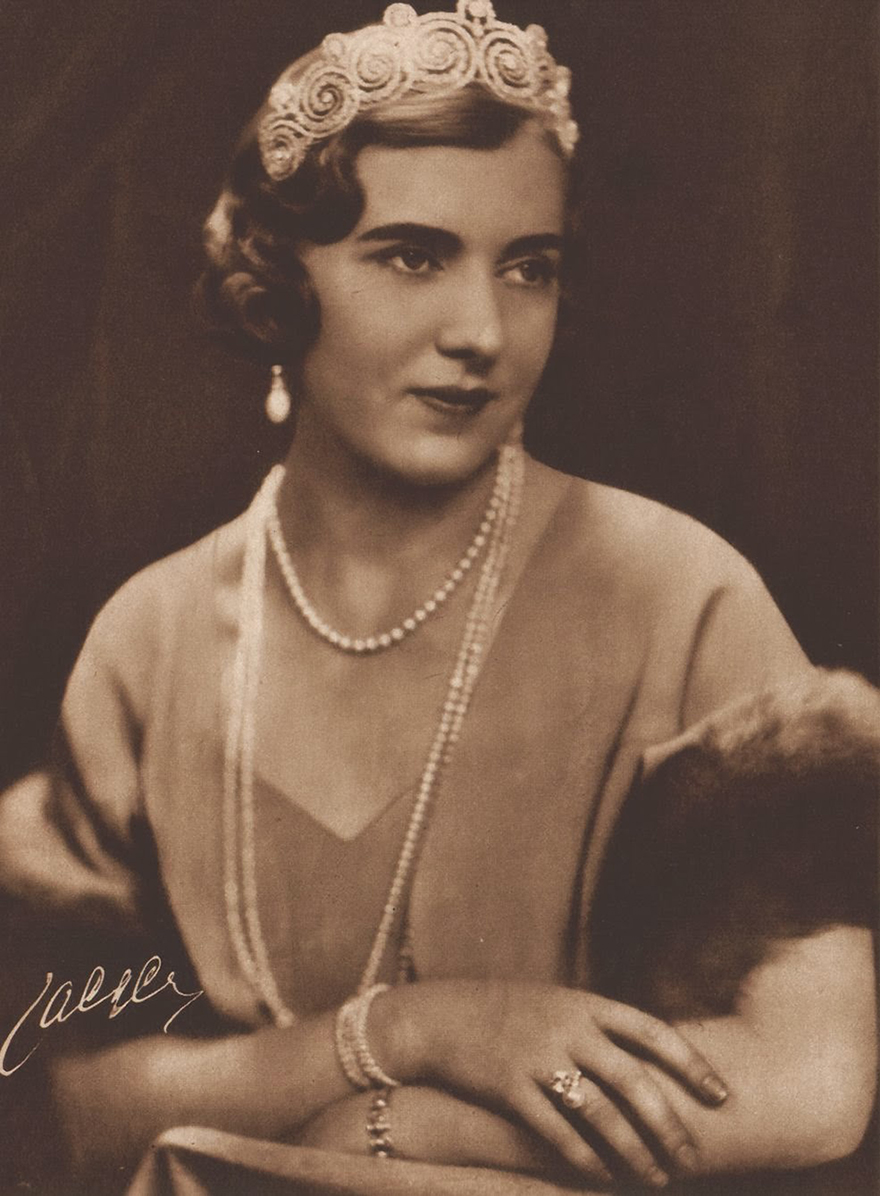
إنغريد ملكة الدنمارك.

إنغريد ملكة الدنمارك (بالسويدية: Ingrid av Sverige) (28 مارس 1910 - 7 نوفمبر 2000). كانت زوجة فريدريك التاسع ملك الدنمارك من عام 1935 حتى عام 1972.

## روابط خارجية
- إنغريد من السويد، ملكة الدنمارك على موقع IMDb (الإنجليزية)
- إنغريد من السويد، ملكة الدنمارك على موقع مونزينجر (الألمانية)
- إنغريد من السويد، ملكة الدنمارك على موقع ميوزك برينز (الإنجليزية)